# Gyminda orbicularis
Gyminda orbicularis là một loài thực vật thuộc họ Celastraceae. Đây là loài đặc hữu của Cuba.